# 蒼鷺與少年 (原聲帶)
《蒼鷺與少年》是由日本作曲家久石讓為2023年由宮崎駿執導、吉卜力工作室製作的同名動畫電影創作的原聲帶。

## 創作
在宮崎駿於2013年發表《風起》後退休，沉靜一段時間又再次復出創作長篇動畫電影的消息出現後，長期為宮崎駿動畫電影創作配樂的久石讓有從吉卜力製作人鈴木敏夫耳聞關於宮崎駿新作《蒼鷺與少年》的事情，但未收到替此動畫創作配樂的邀請。
直到2021年11月期間，久石讓前去拜訪宮崎駿時，宮崎駿親口向久石讓說出希望能再次為他的動畫創作配樂的請求。
之前久石讓為宮崎駿的動畫創作配樂時，會有分鏡圖或腳本作為安排音樂的參考，此次並未獲得這些資源，而是宮崎駿放手給久石讓恣意發揮。
在2022年1月5日宮崎駿生日當天，宮崎駿前往久石讓的工作地點拜訪時，久石讓向宮崎駿展示了作為《蒼鷺與少年》的主題曲《Ask me why》。之後11月期間，久石讓完成了約10首的曲子給宮崎駿及鈴木敏夫試聽，並在嘗試將《Ask me why》彈奏在一段主角牧真人從書桌發現到她母親生前遺留下來的書籍《你想活出怎樣的人生》場面時，有讓宮崎駿不禁落淚。
因久石讓有每年贈送一首曲子給宮崎駿的習慣，他想藉由此次的機會，將之前贈送給對方的曲子來好好重新應用在《蒼鷺與少年》上。久石讓也在2023年期間推掉了數件重要的工作邀約，以全力配合宮崎駿的新作來創作配樂。

## 發行
《蒼鷺與少年》原聲帶是在2023年8月9日由德間日本傳播發行，內容共37首曲目，並包含由米津玄師創作的《蒼鷺與少年》片尾曲《地球儀》。

## 曲目
| 《蒼鷺與少年》原聲帶曲目 | 《蒼鷺與少年》原聲帶曲目     | 《蒼鷺與少年》原聲帶曲目 |
| 曲序                     | 曲目                         | 时长                     |
| ------------------------ | ---------------------------- | ------------------------ |
| 1.                       | Ask me why（疏散）（）       | 1:20                     |
| 2.                       | 白壁（）                     | 0:46                     |
| 3.                       | 蒼鷺（）                     | 0:23                     |
| 4.                       | 回憶（）                     | 2:05                     |
| 5.                       | 蒼鷺II（）                   | 0:41                     |
| 6.                       | 黃昏的羽毛（）               | 2:41                     |
| 7.                       | 青春期（）                   | 1:14                     |
| 8.                       | 蒼鷺III（）                  | 1:02                     |
| 9.                       | 寂靜（）                     | 1:26                     |
| 10.                      | 蒼鷺的詛咒（）               | 1:40                     |
| 11.                      | 箭羽（）                     | 2:57                     |
| 12.                      | Ask me why（母親的訊息）（） | 1:48                     |
| 13.                      | 陷阱（）                     | 2:23                     |
| 14.                      | 聖域（）                     | 2:46                     |
| 15.                      | 墓地之主（）                 | 1:44                     |
| 16.                      | 箱船（）                     | 3:07                     |
| 17.                      | 哇啦哇啦（）                 | 1:49                     |
| 18.                      | 轉生（）                     | 2:32                     |
| 19.                      | 火之雨（）                   | 1:35                     |
| 20.                      | 被詛咒的海（）               | 2:35                     |
| 21.                      | 告別（）                     | 0:51                     |
| 22.                      | 回顧（）                     | 2:23                     |
| 23.                      | 急速接近（）                 | 1:15                     |
| 24.                      | 佯動（）                     | 1:02                     |
| 25.                      | 炎之少女（）                 | 1:30                     |
| 26.                      | 真人與火美（）               | 1:38                     |
| 27.                      | 走廊的門（）                 | 1:33                     |
| 28.                      | 巢穴（）                     | 0:47                     |
| 29.                      | 祈禱之歌（產房）（）         | 3:48                     |
| 30.                      | 大伯父（）                   | 1:09                     |
| 31.                      | 隱密（）                     | 0:35                     |
| 32.                      | 大王的列隊（）               | 1:46                     |
| 33.                      | 大伯父的希望（）             | 2:42                     |
| 34.                      | Ask me why（真人的決心）（） | 1:59                     |
| 35.                      | 大崩潰（）                   | 1:47                     |
| 36.                      | 最後的笑容（）               | 2:54                     |
| 37.                      | 地球儀（，詞曲：米津玄師）   | 4:33                     |
| 总时长：                 | 总时长：                     | 64:37                    |

## 銷售
原聲帶發行後，在日本Oricon週內專輯排行榜的最高名次為第16名，並有連續8週排進榜內。日本告示牌的週內銷售成績排行方面則是最高第15名。
| 排行榜（2023年）                   | 最高名次 |
| ---------------------------------- | -------- |
| 日本熱門專輯（日本告示牌）         | 15       |
| 日本專輯（Oricon）                 | 16       |
| 日本專輯CD+下載+串流排行（Oricon） | 27       |

| 排行榜（2023年）   | 最高名次 |
| ------------------ | -------- |
| 日本專輯（Oricon） | 42       |

## 評價
媒體對於《蒼鷺與少年》的配樂反應以正面評價居多。如線上娛樂網站Screen Rant認為久石讓此回的配樂表現，成功捕捉到不論是緊張、憂鬱，或是喜樂的各個場景情緒。
其他如美國新聞媒體Annenberg Media評析久石讓在《蒼鷺與少年》裡創作的配樂，與其說像是搖籃曲，不如說更像是一種漫長的告別。並提到先前久石讓在一場音樂會上獨奏《蒼鷺與少年》的主題曲《Ask me why》時，其演出內容有讓英語界非官方吉卜力百科全書《吉卜力電影完全指南》（Ghibliotheque）作者傑克·康寧漢（Jake Cunningham）感動落淚，讓傑克·康寧漢稱讚該曲子相當適合用在一場心靈上的饗宴。新聞網站《每日野獸》表示久石讓用了簡易的音樂技術，來避免曲調過於澎拜反而掩蓋到原先《蒼鷺與少年》影片呈現的宏偉感，其中《Ask me why》是個充滿希望、甜蜜，又略帶一些悲傷的曲子，為《蒼鷺與少年》故事添加了色彩及更耀眼的內容。整體來說久石讓這次做出的配樂表現，值得為自己拿下一座奧斯卡最佳原創音樂獎。

## 獎項
《蒼鷺與少年》配樂有入圍數座影評人協會提名的獎項，如第81屆金球獎或是第51屆安妮獎的最佳配樂獎。並曾在2023年12月期間入圍第96屆奧斯卡金像獎的最佳原創音樂獎的名單，不過未擠進在2024年1月發表的正式提名單位裡。
| 舉辦單位                        | 頒獎日期       | 獎項                   | 結果 |
| ------------------------------- | -------------- | ---------------------- | ---- |
| 第28屆佛羅里達影評人協會獎      | 2023年12月21日 | 最佳配樂獎             | 獲獎 |
| 第5屆DiscussingFilm評論家獎     | 2024年1月6日   | 最佳原創配樂獎         | 提名 |
| 第81屆金球獎                    | 2024年1月7日   | 金球獎最佳原創配樂獎   | 提名 |
| 第17屆休士頓影評人協會獎        | 2024年1月22日  | 最佳原創配樂獎         | 提名 |
| 國際影迷協會獎                  | 2024年2月10日  | 最佳配樂獎             | 獲獎 |
| 第5屆美國作曲家與作詞家獎協會獎 | 2024年2月13日  | 傑出片廠電影原創配樂獎 | 提名 |
| 第51屆安妮獎                    | 2024年2月17日  | 最佳配樂獎             | 提名 |
| 國際電影樂評人協會              | 2024年2月22日  | 年度電影配樂           | 提名 |
| 國際電影樂評人協會              | 2024年2月22日  | 最佳動畫電影原聲帶     | 獲獎 |
| 多利安電影獎                    | 2024年2月26日  | 年度電影音樂           | 提名 |